# Betula nana
Betula nana sau mesteacănul pitic, este un arbust cu frunze căzătoare puternic ramificat, cu înălțime ce variază de la 0.15 la 1 m.

## Distribuție
B. Nana crește într-o varietate de condiții, fiind larg răspîndită în regiunile arctică (boreală) și temperată rece (circumpolară) din zonele nordice ale Europei și Asiei (trecând dincolo de Urali până în Altai), precum și ale continentului Nord-American. Înafară de zonele polare și circumpolare, poate fi găsită în zonele montane.
La noi este o specie relictă  dintre cele care au supraviețuit diferitelor glaciațiuni, ocrotită, apărînd foarte rar prin  mlaștini și turbării oligotrofice: Coșna, Poiana Stampei, Borsec, Bilbor, Mohoș, Sâncrăieni-Ciuc etc. Este o specie de interes floristic.

## Caracterisitici
Scoarța este lucioasă și de culoare brun-roșcată.
Ramurile sunt rășinoase și ușor păroase.
Frunzele sunt groase și tari, de 5–12 mm lungime și 5–16 mm lățime. Ele sunt rotund ovate, mici și neregulat dințate, în tinerețe pubescente și apoi glabre. Ele își schimă toamna culoarea în roșu.

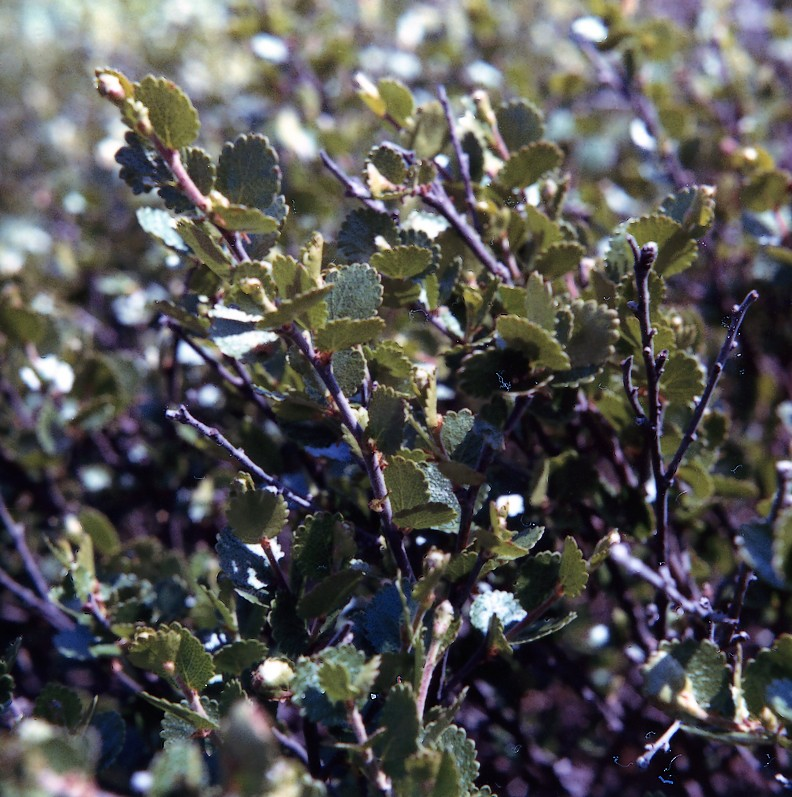
Mesteacănul pitic

Amenții (mâțișorii) apar primăvara în luna mai. Inflorescențele sunt hermafrodite,  de 10–25 mm lungime amenții de sex masculin și de 6–10 mm lungime x 4–10 mm lățime cei de sex feminin – erecți și scurt pedicelați
Semințele se coc în luna iulie. Aripile samarei sunt înguste și fructul are o singură sămânță.
Mesteacanul pitic are un sistem subteran exins, rizomii și rădăcinile reprezentând 80% din biomasa totală a plantelor. Radacinile formează ectomicorize, o adaptare la solurile arctice și alpine, care sunt în general scăzute în azot și fosfor anorganic
Micorizele reprezintă interrelații între rădacinile active ale unor plante și fungi. Radacinile colonizate cu ciupercile micorizice, au un o activitate metabolică optimizată ce se soldează cu o productivitate mai buna. La ectomicorize fungii sunt localizați la exteriorul rădăcinilor active și unele hife pătrund în spațiile intercelulare ale cortexului
Reproducerea se face atât prin semințe cît și vegetativ prin încolțirea coroanei rădăcinilor și/sau rizomilor. Reproducere vegetativă este mai frecventă decât reproducerea prin semințe, rezultând clone răspândite. Polenizarea se face aerian pe calea vântului.

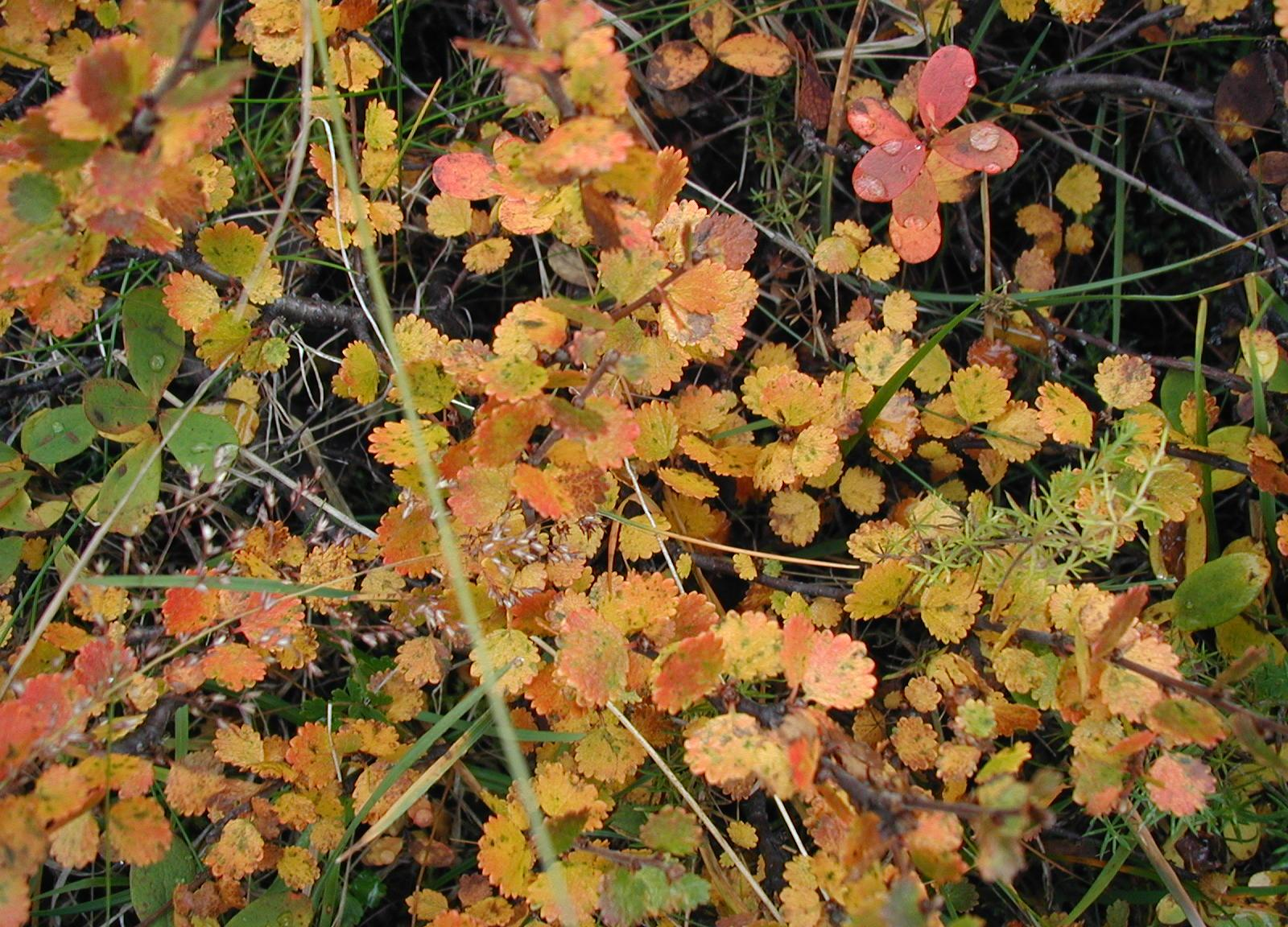
Mesteacănul pitic toamna

## Subspecii
Betula nana subspecia Nana
- Se găsește în Canada însă numai în Nunavut, în Groenlanda, în nordul Europei dar și în sudul acesteia în Alpi la altitudini mari. Se mai găsește în tundra Asiei de nord-vest.
- Ramură|Ramurile tinere sunt păroase și aproape fără rășină, frunzele sunt mai lungi (spre 20 mm), fiind pe cît de lungi tot atât de largi..

Betula nana subspecia Exilis
- Se găsește în Asia de nord-est, în nordul Canadei până la Insula Baffin și Labrador, precum și în Groenlanda.
- Ramurile tinere sunt puțin păroase și acoperite de rășină. Frunzele sunt mai scurte (nu mai mult de 12 mm lungime) și de multe ori mai late decât lungimea.